# Piñonate
Le piñonate est un bonbon artisanal d'origine espagnole, typique de la ville de Jimena de la Frontera (Campo de Gibraltar). On trouve également des variantes à Linares de la Sierra, Priego de Córdoba et Herreruela (province de Cáceres). On le trouve également en Amérique latine dans les cuisines des pays d'Amérique centrale (sous le nom de piñoñates) et dans la paroisse de San Juan Bautista de l'île de Margarita, au Venezuela.

## Origines
L'origine de ce bonbon réside dans sa préparation pour célébrer le dimanche de Pâques. Il est probable que les habitants de Linares de la Sierra aient apporté la recette du bonbon à la Parroquia San Juan Bautista, car les deux villes partagent les mêmes traditions chrétiennes et la vénération de leur saint patron, San Juan Bautista. Les deux villes ont également en commun un climat et un emplacement extraordinairement similaires, sur les pentes d'une colline appelée La Sierra dans les deux cas, avec une église paroissiale centrale de San Juan Bautista. En Amérique centrale, il est probablement arrivé à l'époque coloniale. Au Costa Rica, par exemple, il est typique de sa côte pacifique,.

## Recette
La recette n'est pas très précise en raison des variantes. À Linares de la Sierra et dans la ville campogibraltarienne de Jimena de la Frontera, il est élaboré avec du miel récolté dans les ruches voisines, de la farine, des œufs, de l'huile d'olive, de l'eau-de-vie, des amandes, des pignons, des graines de sésame, de la cannelle, des clous de girofle, de l'anis et des écorces d'orange, contrairement à la version élaborée dans la Parroquia San Juan Bautista, qui est à base de paprika doux, d'orange, d'ananas et de lait lacté ; Le seul ingrédient qu'il partage avec les versions précédentes est l'orange. Par contre, en Amérique centrale, il s'agit d'une sorte de confiture de papaye,.